# Asobara ugandensis
Asobara ugandensis är en stekelart som beskrevs av Fischer 2007. Asobara ugandensis ingår i släktet Asobara och familjen bracksteklar. Inga underarter finns listade.